# Eupithecia nebulata
Eupithecia nebulata là một loài bướm đêm trong họ Geometridae.